# Distretto di Atavillos Bajo
Il distretto di Atavillos Bajo è un distretto del Perù appartenente alla provincia di Huaral, nella regione di Lima. È ubicato a nord della capitale peruviana.
Si estende per 164,89 km², a 1878 metri sul livello del mare.
La capitale è San Agustín de Huayopampa.